# Список почесних консульств Німеччини
Нижче представлено список почесних консульств Німеччини. Почесні консульства відкривають в тих містах, де відкриття професійного консульства було би занадто затратним, але через значну кількість громадян Німеччини, що живуть в місті або відвідують його, або через занадто великий консульський округ професійного консульства все одно потребується консульська присутність. Наразі Федеративна Республіка Німеччина має близько 350 почесних консульств. Почесні консули не є професійними дипломатами і для них обов'язки почесного консула зазвичай не є основним працевлаштуванням. Почесними консулами не завжди є громадяни Німеччини, а частіше громадяни країни, в якій знаходиться почесне консульство, які мають достатні досвід та знання щоб надавати консульську допомогу громадянам Німеччини. Почесні консули мають менше обов'язків, ніж професійні консули, а також вони не зобов'язані бути присутніми постійно.

## Європа

### Велика Британія
- Велика Британія: Абердин (Graeme Mark Kynoch Edward)
- Велика Британія: Берроу-апон-Гамбер (Sascha Hans Kripgans)
- Велика Британія: Бристоль (Timothy Mark Illston)
- Велика Британія: Гамільтон (Jens Alers)
- Велика Британія: Глазго (Michael John Dean)
- Велика Британія: Деррі (Angela Vaupel-Schwittay)
- Велика Британія: Дувр (John Ryeland)
- Велика Британія: Кардіфф (Helga Rother-Simmonds)
- Велика Британія: Керкволл (Donald Sinclair MacPherson Robertson)
- Велика Британія: Ковентрі (Kirin Kalsi)
- Велика Британія: Лервік (Dieter Glaser)
- Велика Британія: Ліверпуль (Ulrich Pfeiffer)
- Велика Британія: Лідс (Mark Green)
- Велика Британія: Ньюкасл-апон-Тайн (Manuela Wendler)
- Велика Британія: Плімут (Angela Spatz)
- Велика Британія: Сент-Лоуренс (Kenneth Soar)
- Велика Британія: Сент-Пітер-Порт (Christopher Nicholas Betley)
- Велика Британія: Тортола (Philipp Neumann)
- Велика Британія: Тоттон-енд-Елінг (Richard Cutler)

### Греція
- Греція: Волос (Georgios Paparrizos)
- Греція: Ігумениця (Kerstin Lohr)
- Греція: Іракліон (Marianne Zouridaki)
- Греція: Керкіра (Konstantin Gisdakis)
- Греція: Комотіні (Stamatios Kouroudis)
- Греція: Патри (Andreas Papadopoulos)
- Греція: Родос (Dimitrios Giortsos)
- Греція: Самос (Christos Kapnoulas)
- Греція: Сірос (Nikolaos Gasparis)
- Греція: Ханья (Argyro Ganadaki)

### Іспанія
- Іспанія: Аліканте (Dorothea von Drahosch Sannemann)
- Іспанія: Більбао (Michael Voss)
- Іспанія: Валенсія (Gaspar Ripoll Ruiz de la Escalera)
- Іспанія: Віго (Silvia Álvarez)
- Іспанія: Ернані (Paul Schröder)
- Іспанія: Лансароте (Roland Mager)
- Іспанія: Менорка (Klaus Griebl)
- Іспанія: Пуерто-де-ла-Крус (Ángel Hernández)
- Іспанія: Рокетас-де-Мар (Alexander Prinzen)
- Іспанія: Санта-Крус-де-ла-Пальма (Juan Manuel Guillén Díaz)
- Іспанія: Сарагоса (María López Palacín)
- Іспанія: Херес-де-ла-Фронтера (Marc Erik Schmelcher)

### Італія
- Італія: Барі (Vincenzo Vito Chionna)
- Італія: Больцано (Gerhard Brandstätter)
- Італія: Венеція (Paola Nardini)
- Італія: Генуя (Alberto Italo Marsano)
- Італія: Кальярі (Alessandra Bruder)
- Італія: Мессіна (Nunzio Turiaco)
- Італія: Неаполь (Giovanni Caffarelli)
- Італія: Палермо (Vincenzo Militello)
- Італія: Флоренція (Renate Wendt)

### Нідерланди
- Нідерланди: Алмело (Bernardus Kuipers)
- Нідерланди: Віллемстад (Karel Frielink)
- Нідерланди: Гронінген (Sieger Dijkstra)
- Нідерланди: Маастрихт (Eduardus J. M. Vleugels)
- Нідерланди: Мідделбург (Jan-Willem van Koeveringe)
- Нідерланди: Ораньєстад (Evelina Cohen Henriquez)
- Нідерланди: Роттердам (Franciscus van der Gevel)

### Норвегія
- Норвегія: Берген (Nils Børge Rokne)
- Норвегія: Буде (Hege Alst)
- Норвегія: Кіркенес (Monika Christine Raab)
- Норвегія: Крістіансанн (Lars Christian Jacobsen)
- Норвегія: Олесунн (Siri Reichel)
- Норвегія: Ставангер (Per Arne Larsen)
- Норвегія: Тромсе (Ole-Martin Andreassen)
- Норвегія: Тронгейм (Kristin Offerdal)

### Польща
- Польща: Бидгощ (Jarosław Włodzimierz Kuropatwiński)
- Польща: Гливиці (Zbigniew Jezierski)
- Польща: Кельці (Andrzej Waldemar Mochoń)
- Польща: Лодзь (Ewa Goczek)
- Польща: Люблін (Andrzej Roman Kidyba)
- Польща: Ольштин (Wojciech Paweł Wrzecionkowski)
- Польща: Познань (Christoph Ralf Garschyński[джерело?])
- Польща: Ряшів (Adam Gajdek)
- Польща: Щецин (Bartłomiej Sochański)

### Фінляндія
- Фінляндія: Вааса (Teemu Elopuro)
- Фінляндія: Йоенсуу (Harri Broman)
- Фінляндія: Лаппеенранта (Timmo Blauberg)
- Фінляндія: Марієгамн (Ingrid Katarina Mörn)
- Фінляндія: Оулу (Matti Pörhö)
- Фінляндія: Раума (Hannu Asumalahti)
- Фінляндія: Рованіемі (Rauno Posio)
- Фінляндія: Турку (Hans Niemi)
- Фінляндія: Ювяскюля (Vesa Pekka Kangaskorpi)
- Фінляндія: Юлеярві (Risto Käkelä)

### Франція
- Франція: Авіньйон (Sabine Eouagnignon-Grote)
- Франція: Баї-Мао (Bruno Blandin)
- Франція: Бастія (Stephan Tondera)
- Франція: Брест (Henri-Alain Marie Le Fèvre)
- Франція: Діжон (Till Meyer)
- Франція: Ле-Ламантен (Bruno Blandin)
- Франція: Лілль (Catherine Coulier-Wémeau)
- Франція: Матурі (Bruno Blandin)
- Франція: Монпельє (Roland Ickowicz)
- Франція: Нант (Francis André Bertolotti)
- Франція: Ніцца (Gerd O. Ziegenfeuter)
- Франція: Папеете (Benjamin Huber)
- Франція: Ренн (Sylviane Baker)
- Франція: Сен-Клотільд (Marion Riess-Valérius)
- Франція: Тулуж (Nicole Bringmann-Sousse)
- Франція: Тулуза (Nicolas Morvilliers)

### Швеція
- Швеція: Вісбю (Lars Jörgen Wessman)
- Швеція: Гетеборг (Fredrik Vinge)
- Швеція: Єнчепінг (Mats Aronsson)
- Швеція: Кальмар (Stefan Johnsson)
- Швеція: Лулео (Hans-Georg Walloschke)
- Швеція: Мальме (Michael Leibig)
- Швеція: Реттвік (Anders Bjernulf)
- Швеція: Уддевалла (Stefan Mattsson)

### Інші країни
- Австрія: Грац (Wolfgang Leitner)
- Австрія: Дорнбірн (Viktor Thurnher)
- Австрія: Зальцбург (Werner Zenz)
- Австрія: Інсбрук (Dietmar Czernich)
- Австрія: Лінц (Franz Gasselsberger)
- Андорра: Андорра-ла-Велья (Cristina Palmitjavila Serra)
- Бельгія: Антверпен (Wouter De Geest)
- Бельгія: Де-Хаан (Philippe Decrop)
- Бельгія: Ейнаттен (Yves Gérard Joseph Noël)
- Бельгія: Льєж (Louis M. Maraite)
- Бельгія: Синт-Стевенс-Волюве (Vincent Jacobs)
- Болгарія: Варна (Недялко Недельчев)
- Болгарія: Пловдив (Маіана Чолакова)
- Данія: Орхус (Klaus Schäfer)
- Ірландія: Голвей (Hans-Walter Schmidt-Hannisa)
- Ісландія: Акурейрі (Ágúst Þór Árnason)
- Ісландія: Ісафіордюр (Thorsteinn Jóhannesson)
- Ісландія: Сейдісфіордюр (Adolf Gudmundsson)
- Кіпр: Лімасол (Costas E. Lanitis)
- Литва: Клайпеда (Arūnas Baublys)
- Ліхтенштейн: Бальцерс (Martin Meyer)
- Монако: Монако (Timm Bergold)
- Португалія: Лагуш (Alexander Rathenau)
- Португалія: Понта-Делгада (João Luis Cogumbreiro de Melo Garcia)
- Португалія: Порту (Carlos Christian Bothmann)
- Росія: Владивосток (Ярослав Котик)
- Росія: Краснодар (Ralf Dieter Bendisch)
- Словаччина: Кошиці (Juraj Banský)
- Угорщина: Печ (Zsuzsanna Gerner)
- Україна: Львів (Мирослава Дякович)
- Україна: Одеса (Олександр Кіфак)
- Україна: Харків (Тетяна Гавриш)
- Хорватія: Осієк (Ivica Skojo)
- Швейцарія: Базель (Urs Gloor)
- Швейцарія: Женева (Jean-Marc Probst)
- Швейцарія: Лугано (Bianca Maria Brenni-Wicki)
- Швейцарія: Цюрих (Martin Christof Wittig)

## Азія

### Туреччина
- Туреччина: Бурса (Sabine Sibel Cura-Ölcüoglu)
- Туреччина: Газіантеп (Oktay Kara)
- Туреччина: Едірне (Ercan Dursunoglu)
- Туреччина: Кайсері (Çaglar Soysaraç)
- Туреччина: Мугла (Gülay Kaman Kaplan)
- Туреччина: Трабзон (Ihsan Alioglu)

### Інші країни
- Бангладеш: Читтагонг (Mirza Shakir Ispahani)
- Ізраїль: Ейлат (Barbara Pfeffer)
- Ізраїль: Хайфа (Michael Pappe)
- Індія: Панаджі (Dean Wilfried Lopes de Menezes)
- Індія: Тируванантапурам (Syed Ibrahim Sait Taj)
- Індія: Хайдерабад (Venkat Ramamohan Reddy Bodanapu)
- Індонезія: Денпасар (Robert Andrian Jantzen)
- Індонезія: Макасар (Oswald Sirapandji)
- Індонезія: Медан (Liliek Darmadi)
- Індонезія: Сурабая (Harjanto Tjokrosetio)
- Казахстан: Атирау (Peter Krieger)
- Малайзія: Пенанг (Hans Peter Brenner)
- Мальдіви: Мале (Ibrahim U. Maniku)
- Пакистан: Лахор (Arif Saeed)
- Південна Корея: Пусан (Jung-Soon Kim)
- Сирія: Алеппо (Pierre Antaki)
- Таїланд: Пхукет (Anette Jimenez Höchstetter)
- Таїланд: Чіангмай (Hagen E.W. Dirksen)
- Таїланд: Чонбурі (Rudolf Hofer)
- Філіппіни: Давао (Klaus Döring)
- Філіппіни: Себу (Franz Seidenschwarz)
- Японія: Наґоя (Fumio Kawaguchi)
- Японія: Окінава (Till Weber)
- Японія: Саппоро (Seiji Ubukata)
- Японія: Сендай (Masayuki Oyama)
- Японія: Фукуока (Hiroki Ogawa)

## Північна Америка

### Канада
- Канада: Вінніпег (Lucia Stuhldreier)
- Канада: Галіфакс (Suzanne Rix)
- Канада: Едмонтон (Harald Kuckertz)
- Канада: Калгарі (Hubertus Liebrecht)
- Канада: Саскатун (Michael Max Oelck)
- Канада: Сент-Джонс (Signe Scharwey)

### Мексика
- Мексика: Бока-дель-Ріо (Erika Silvia Rempening)
- Мексика: Гвадалахара (Heike von der Heyde de Villava)
- Мексика: Гуанахуато (Monika von Allwörden de Orozco)
- Мексика: Канкун (Rudolf Bittorf)
- Мексика: Мерида (Wolfgang Kresse Gonzalez)
- Мексика: Монтеррей (Federico Matias Eisele)
- Мексика: Оахака-де-Хуарес (Oliver Joachim Hunkler)
- Мексика: Пуебла (Marko Ulrich Foitzik)
- Мексика: Сіуатанехо (Wilhelm Lee Kraft Wilpers)
- Мексика: Тіхуана (Carlos Manuel Echeagaray Enkerlin)
- Мексика: Чіуауа (Maria Cristina Rodriguez de Mehuys)

### Сполучені Штати Америки
- США: Альбукерке (Stephen Helgesen)
- США: Анкоридж (Michael Jensen)
- США: Баффало (Matthew Collard)
- США: Бірмінгем (Michael Hugh Johnson)
- США: Гонолулу (Denis Salle)
- США: Грінвілл (Clemens Schmitz-Justen)
- США: Де-Мойн (Mark F. Schlenker)
- США: Денвер (Paul Thomas Maricle)
- США: Детройт (Frederick W. Hoffman)
- США: Джексон (Peyton D. Prospere)
- США: Індіанаполіс (Sven Schumacher)
- США: Канзас-Сіті (Rolf Snyder)
- США: Клівленд (Diana M. Thimmig)
- США: Лас-Вегас (Ryan Michael Lower)
- США: Луїсвіль (Mark Charles Blackwell)
- США: Міннеаполіс (Barbara Müller)
- США: Нашвілл (Douglas Berry)
- США: Новий Орлеан (Шарлотт)
- США: Норфолк (John D. Padgett)
- США: Оклахома (James J. Tubb)
- США: Орландо (Jefferson Brock McClane)
- США: Піттсбург (Paul I. Overby)
- США: Портленд, Мен (Adrian Kendall)
- США: Портленд, Орегон (Robert Manicke)
- США: Ралі (Margaret Rosenfeld)
- США: Саванна (Denis William Blackburne)
- США: Сан-Антоніо (Nina Jasmin Petrow)
- США: Сан-Дієго (Stephan Hollmann)
- США: Сент-Луїс (Paul R. Obernuefemann)
- США: Сіетл (Ulrich Fischer)
- США: Скоттсдейл (Wolf Werner Kaufmann)
- США: Солт-Лейк-Сіті (James Burton)
- США: Тампа (Norma Brenne Henning)
- США: Філадельфія (Ralf Dietmar Wiedemann)
- США: Цинциннаті (Martin Edward Wilhelmy)
- США: Шарлотт (Ernst Becker)

### Інші країни
- Антигуа і Барбуда: Сент-Джонс (Derek Biel)
- Багамські Острови: Нассау (Hermann-Josef Hermanns)
- Барбадос: Крайст-Черч (Andreas Kusay)
- Беліз: Беліз (Kay Laura Menzies)
- Гаїті: Кап-Аїтьєн
- Гондурас: Сан-Педро-Сула (Carlos Arnold Berkling)
- Гренада: Сент-Джорджес (Jochen Manfred Lenz)
- Сент-Вінсент і Гренадини: Кінгстаун (Andreas Reymann)
- Сент-Кіттс і Невіс: Бастер (Denise Parris-Mertins)
- Сент-Люсія: Суфрір (Karolin Troubetzkoy)

## Південна Америка

### Аргентина
- Аргентина: Ельдорадо (Renate Wachnitz)
- Аргентина: Ель-Калафате (Bernd Ferstl)
- Аргентина: Кордова (Walter Francisco Oechsle)
- Аргентина: Мендоса (Andreas Vollmer)
- Аргентина: Посадас (Christian Kegler)
- Аргентина: Сальта (Hans Werner Gräfe)
- Аргентина: Сан-Карлос-де-Барілоче (Gerardo Bochert)
- Аргентина: Сан-Мігель-де-Тукуман (German Enrique Böttger)
- Аргентина: Ушуая (Rafael Fank)

### Бразилія
- Бразилія: Анаполіс (William Leyser O'Dwyer)
- Бразилія: Белен (Paul Steffen)
- Бразилія: Белу-Оризонті (Victor Sterzik)
- Бразилія: Блуменау (Hans-Dieter Didjurgeit)
- Бразилія: Віторія (Renato Krohling)
- Бразилія: Жоінвіль (Rodrigo Meyer Bornholdt)
- Бразилія: Кампу-Гранді (Tania Kramm da Costa)
- Бразилія: Куритиба (Andreas Hoffrichter)
- Бразилія: Куяба (Hans-Dieter Didjurgeit)
- Бразилія: Манаус (Claudine Basilio Klenke)
- Бразилія: Натал (Axel Geppert)
- Бразилія: Рібейран-Прету (Rudolf Schallenmüller)
- Бразилія: Роландія (Adrian von Treuenfels)
- Бразилія: Салвадор (Petra Schaeber)
- Бразилія: Сантус (Michael Timm)
- Бразилія: Форталеза (Hans-Jürgen Fiege)

### Чилі
- Чилі: Антофагаста (Susana de Lourdes Stegen)
- Чилі: Вальдівія (Eduardo Schild)
- Чилі: Вінья-дель-Мар (Jan Peter Karlsruher)
- Чилі: Консепсьйон (Christian Alfred Schmitz Vaccaro)
- Чилі: Ла-Серена (Juan Alberto Samacoits)
- Чилі: Пуерто-Монт (Georg Wammes)
- Чилі: Пунта-Аренас (Ursula Kirsig)
- Чилі: Темуко (Carl Fingerhuth)

### Інші міста
- Болівія: Кочабамба (Gerardo Fernando Wille)
- Болівія: Санта-Крус-де-ла-Сьєрра (Harald Michael Biste)
- Болівія: Сукре (Sofia Caballero de Branisa)
- Болівія: Тариха (Liselotte Methfessel)
- Венесуела: Маракайбо (Gerardo Ignacio González Nagel)
- Венесуела: Тачира (Klaus Margeit)
- Гаяна: Джорджтаун (Berend Jan Hendrik ter Welle)
- Еквадор: Гуаякіль (María Gloria Alarcón Alcívar)
- Еквадор: Куенка (Eva Klinkicht de Tamariz)
- Колумбія: Барранкілья (Manuel Bolle)
- Колумбія: Калі (Gerhard Thyben)
- Колумбія: Медельїн (Alejandro Tieck Gaviria)
- Панама: Давид (Amilcar Cerrud Moreno)
- Парагвай: Енкарнасьйон (Margarita Ilga Goligorsky)
- Парагвай: Нойланд (Johann Gossen)
- Парагвай: Хернандаріас
- Перу: Арекіпа (María Rodriguez de Cuba)
- Перу: Багуа (Max Druschke)
- Перу: Куско (María-Sophía Jürgens de Hermoza)
- Перу: П'юра (Percy García Cavero)
- Перу: Трухільйо (Joe Rodríguez González)
- Суринам: Парамарибо (Cornelis Dilweg)
- Уругвай: Мальдонадо (Rudolf Uhrin)

## Африка
- Ботсвана: Маун (Michaela Kruck)
- ДР Конго: Букаву (Michael Gebbers)
- ДР Конго: Лубумбаші (Marc Oliver Meisenberg)
- Єгипет: Александрія (Nevine Leheta)
- Кабо-Верде: Мінделу (Carlos Ferreira Santos)
- Лесото: Масеру (Heinz Fiebig)
- Маврикій: Гудлендс (Rainer Götze)
- Марокко: Агадір (Abdelouahed Mountassir)
- Марокко: Касабланка (Hamza Choufani)
- ПАР: Дурбан (Horst Otto Achtzehn)
- ПАР: Порт-Елізабет (Nicholas Stucken)
- Республіка Конго: Пуент-Нуар (Axel Schwaan)
- Сан-Томе і Принсіпі: Сан-Томе (Manuel da Graca Lima de Nazaré)
- Сейшельські Острови: Вікторія (Kerstin Henri)
- Танзанія: Аруша (Ulf Alexander Kusserow)
- Танзанія: Занзібар (Jens-Dominic Warth)
- Туніс: Хумт-Сук (Slaheddine Anane)

## Австралія та Океанія

### Австралія
- Австралія: Аделаїда (James Robert Porter)
- Австралія: Брисбен (Michael Rosemann)
- Австралія: Гобарт (Dianne Bye)
- Австралія: Кернс (Iris Indorato)
- Австралія: Куллен-Бей (Britta Decker)
- Австралія: Мельбурн (Michael Richard Pearce)
- Австралія: Перт (Torsten Henry Ketelsen)

### Океанія
- Вануату: Порт-Віла (Jörg Schwartze)
- Нова Зеландія: Крайстчерч (Theodor Giesen)
- Нова Зеландія: Окленд (Erich Bachmann)
- Острови Кука: Аваруа (Tina Pupuke Browne)
- Палау: Корор (Thomas Walter Schubert)
- Папуа Нова Гвінея: Порт-Морсбі (Robert Paul Schlenther)
- Самоа: Апіа (Arne Schreiber)
- Соломонові Острови: Хоніара (Gerald Stenzel)
- Тонга: Нукуалофа (Carl Sanft)
- Фіджі: Сува (David Aidney)